# In vino veritas

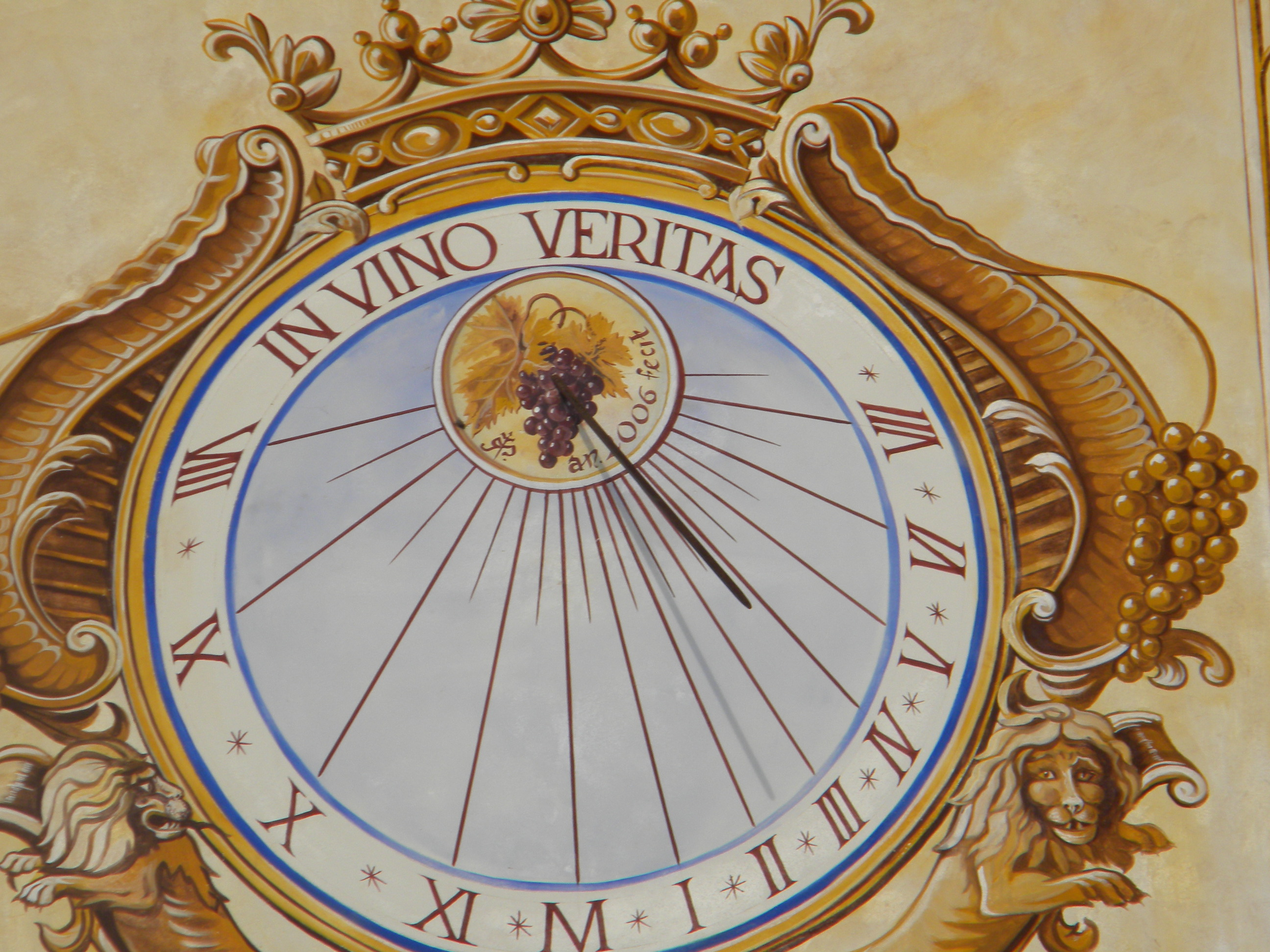
Rellotge de sol del castell de Pommard, a França

In vino veritas és una locució llatina que significa «hi ha la veritat en el vi», suggerint que una persona sota la influència de l'alcohol és més probable que expressi els seus pensaments i desitjos més profunds. La frase de vegades es continua com a In vino veritas, in aqua sanitas, és a dir, «hi ha la veritat en el vi, i en l'aigua la salut».
L'expressió, juntament amb la seva contrapartida en grec, Ἐν οἴνῳ ἀλήθεια (En oinōi alētheia), es troba a l'Adagia d'Erasme de Rotterdam (I.vii.17). La Naturalis historia de Plini el Vell conté una de les primeres al·lusions a aquesta frase. L'expressió grega es pot traçar enrere fins a un poema d'Alceu de Mitilene.
Heròdot notà que si els perses decidien alguna cosa mentre estaven beguts, tenien la regla de reconsiderar-la quan estaven sobris. Autors després seu han afegit que si els perses prenien una decisió estan sobris, també tenien per regla reconsiderar-la mentre estaven borratxos (Històries, llibre 1, secció 133). L'historiador romà Tàcit descrigué com els pobles germànics es reunien en consell durant les festes, on creien que la borratxera feia que els participants no amaguessin res.